# 第13回日本レコード大賞
第13回日本レコード大賞（だい13かいにほんレコードたいしょう）は、1971年（昭和46年）12月31日に帝国劇場で行われた、13回目の『日本レコード大賞』である。

## 概要
第13回の大賞は、尾崎紀世彦の「また逢う日まで」に決定し、先に行われた『第2回日本歌謡大賞』を受賞していたため史上初の二冠達成となった。尾崎は初の受賞で、副賞としてスポンサーのトヨタ自動車から初代セリカ1600ＳＴが送られた。
視聴率は0.4P下落し36.3%。
特別3賞（日本レコード大賞・最優秀歌唱賞・最優秀新人賞）の発表がこれまでの3賞続けて発表する形から別々に発表されるようになったのはこの年から。
この日は金曜日であったため、テレビは19:00の『帰ってきたウルトラマン』、19:30の『ドン!アタック』、20:00の『クイーンズ・ボウリング』（第1期）の3本が休止。『ウルトラシリーズ』作品が大晦日特番で休止したのは、1967年に当時の大晦日特番『オールスター大行進』で休止された『ウルトラセブン』以来である。
静岡放送は、この年のレコード大賞を放送した金曜日の放送時間枠が日本テレビ系列の放送枠だったため、静岡県では本年度のみネットされなかった。その一方、青森県では、当時NETテレビ（現：テレビ朝日）系列局ながら実質的にTBS系列とのクロスネット局だった青森テレビが、同時ネットで放送した。また、石川県では、北陸放送が静岡放送と同様に日本テレビ系列の放送枠だったが、こちらは深夜に録画時差ネットで放送した。
今回使用のマイクロホンは、ナショナル WM-780Gを使用。

## 司会
- 高橋圭三 - 3度目の司会。
- 山本陽子
- 沢田雅美（司会補佐）

### リポーター
- 小川哲哉（当時TBSアナウンサー）
- 林家木久蔵（札幌・狸小路）
- 毒蝮三太夫（新宿）

## 受章作品・受賞者一覧

### 日本レコード大賞
- 「また逢う日まで」
  - 歌手:尾崎紀世彦
  - 作詞:阿久悠
  - 作曲:筒美京平
  - 編曲:筒美京平

### 最優秀歌唱賞
- 「おふくろさん」
  - 歌手:森進一 - 2年ぶり2度目。

### 最優秀新人賞
- 小柳ルミ子（曲:「わたしの城下町」）

### 歌唱賞
- 「よこはま・たそがれ」
  - 歌手:五木ひろし
- 「知床旅情」
  - 歌手:加藤登紀子 - 2年ぶり2度目。
- 「さいはて慕情」
  - 歌手:渚ゆう子

### 大衆賞
- 「傷だらけの人生」
  - 歌手:鶴田浩二
- 「さらば恋人」
  - 歌手:堺正章

### 新人賞
- 南沙織（曲:「17才」）
- 本郷直樹（曲:「燃える恋人」）
- 欧陽菲菲（曲:「雨の御堂筋」）
- シモンズ（曲:「恋人もいないのに」）

### 作曲賞
- 「雨がやんだら」（歌:朝丘雪路）/「真夏の出来事」（歌:平山三紀）
  - 作曲:筒美京平 - 2年ぶり2度目。

### 編曲賞
- 「花のメルヘン」（歌:ダーク・ダックス）
  - 編曲:服部克久

### 作詩賞
- 「戦争を知らない子供たち」（歌:ジローズ）/「冒険」（歌:牧葉ユミ）
  - 作詞:北山修

### 特別賞
- 淡谷のり子

### 企画賞
- ドキュメント「日本の放浪芸」
  - 日本ビクター(株)
  - 小沢昭一 - 3年ぶり3度目。

### 童謡賞
- 「じんじん」（歌:ひばり児童合唱団）

## TV中継スタッフ
- 指揮：長洲忠彦
- 演奏：森寿男とブルーコーツ、高橋達也と東京ユニオン、新音楽協会
- コーラス：日本合唱協会
- 踊り：ワールドダンサーズ、ポピーズ
- 振付:浦辺久佐夫
- プロデューサー：高石昭年、砂田実、井田舒也、井原利一
- 演出：小松敬
- 演出スタッフ：大友和夫、東修、梅沢凡、斎藤正人、吉岡英樹、吉田恭爾、杉山広司、田沢正稔、平山賢一、滝本裕雄、森本仁郎、小田忠明
- 中継担当：西内綱一／森川雅雄（HBC中継）
- 技術：佐藤一郎（帝国劇場）、石川勝郎・小林忠雄・佐藤満（新宿中継）、佐々木俊幸（HBC中継）
- 映像（カメラ）：飯塚嗣・市川英夫・中村秀夫・平沢一夫（帝国劇場）
- カラー調整：坂本厳・西沢正捷・佐藤賢一郎（帝国劇場）
- 照明：橋本英一・伊藤博介（帝国劇場）
- 音声：佐々木盛男・高橋利明（帝国劇場）
- 美術制作：和田一郎
- 美術デザイン：三原康博、清水袈裟寿
- 音響効果：平田研吉
- 製作著作：TBS
- 主催：日本作曲家協会